# 社山遗址
社山遗址，位于中国广西壮族自治区防城各族自治县江平公社郊东大队，为一个省级文物保护单位，类型为古遗址，为第二批广西壮族自治区文物保护单位，公布时间为1981年8月25日。
社山遗址的历史年代为新石器时代。